# Ravne pri Cerknem
Ravne pri Cerknem – wieś w Słowenii, w gminie Cerkno. W 2018 roku liczyła 168 mieszkańców.